# Fuente Dé
Fuente Dé est une localité espagnole appartenant à la commune de Camaleño, dans la communauté autonome de Cantabrie. Son cirque glaciaire, peuplé de hêtraies et dans lequel naît la rivière Deva, est un lieu d'intérêt géomorphologique.

## Téléphérique

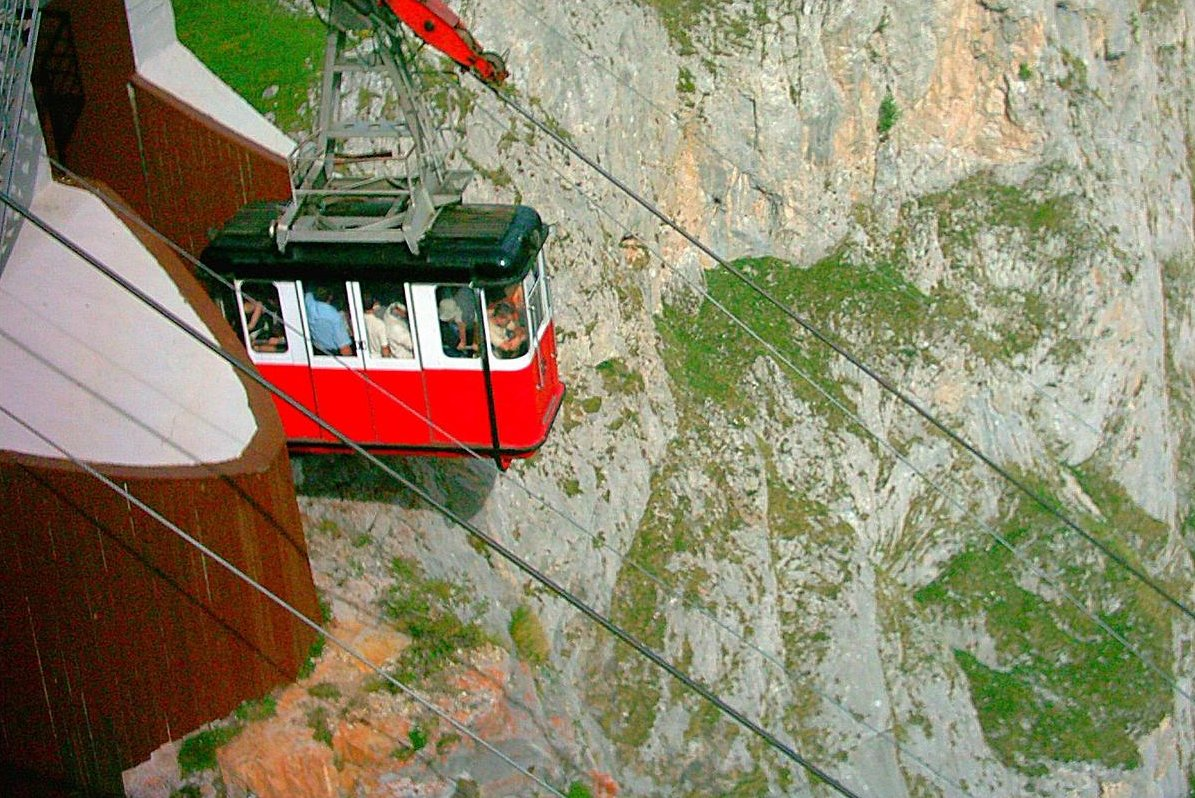
Le téléphérique de Fuente Dé avec les anciennes cabines.

Le lieu possède un téléphérique d'une longueur de 1 840 m et d'un dénivelé de 753 m. Le trajet s'effectue en un peu plus de 3 minutes. La station supérieure s'appelle El Cable (« Le Câble »). Elle offre une vue plongeante sur la vallée de Fuente Dé appelée El Mirador del Cable (« Le mirador du câble »). Un ponton métallique muni d'une grille ajourée au sol a été installé au-dessus du vide de la falaise pour offrir aux visiteurs des sensations fortes.

## Sentiers de randonnée
Il existe de nombreux itinéraires de randonnée pédestre et de trekking, depuis Fuente Dé (notamment des ascensions) comme depuis le Mirador del Cable (randonnées de moyenne montagne).

### Itinéraires depuis Fuente Dé
- Ascension de El Alto de la Triguera (1 916 m), cime qui jouxte la province de León, en direction du sud-ouest en partant de Fuente Dé.
- « Circuit en boucle autour de la Peña Remoña » : on monte par Las Berrugas jusqu'à la Majada de Pedabejo, en passant ensuite au Collado de Liordes, depuis lequel on descend par la Canal del Embudo pour revenir enfin à Fuente Dé.
- « Canal de la Jenduda » : ce canal permet de monter depuis Fuente Dé vers le Massif central en évitant l'usage du téléphérique. Ce sentier est réservé aux montagnards expérimentés.
- « Sentier de Valdebaró » (sentier de Petite randonnée (es) PR-S. 7), de Fuente Dé à Santo Toribio de Liébana, parcours de 22 km.

### Itinéraires depuis El Cable
- « Chemin de Áliva » (sentier de Petite randonnée PR-S. 2), jusqu'à Pido, parcours de 11,5 km.
- Par la Horcadina de Covarrobres, on descend vers los Puertos de Áliva. De là, on peut  poursuivre par les Invernales de Igüedri et Portillas del Boquejón, jusqu'à Espinama. Le sentier peut également se faire en sens inverse, en montant depuis Espinama jusqu'à El Cable.
- « Chemin de los Puertos de Pembes » (sentier de Petite randonnée PR-S. 16), jusqu'à Los Llanos. Au lieu de descendre vers Espinama, on prend los Puertos de Pembes, qui se trouvent au sud-est, et en passant par la Peña de Oviedo, on arrive à Los Llanos. Los Puertos de Pembes permettent d'autres variantes, comme le sentier qui, en partant d'Espinama, monte vers Áliva, et depuis là prend en direction des cols vers Mogrovejo.
- Par Covarrobres et Áliva, au lieu de descendre vers le sud en direction d'Espinama, on peut prendre vers le nord, par Vegas del Toro, vers Sotres, village qui se trouve déjà dans les Asturies.
- Par la Vueltona on peut effectuer un détour à droite, par la Canalona, arriver au collado de la Canalona et de là, se rendre à Peña Vieja. Le retour peut se faire par le même chemin ou, pour des montagnards expérimentés, il existe la possibilité de descendre aux Puertos de Áliva à travers la Canal del Vidrio.
- En continuant par la Vueltona, tout droit, on rejoint le Collado de Horcados Rojos, depuis lequel, à droite, on peut monter à la Torre de los Horcados Rojos, ascension de difficulté modérée. À gauche, on peut monter au Pico Tesorero qui fait frontière entre les provinces de León, des Asturies et de la Cantabrie.
- Passée la Canalona, si au lieu de suivre en face, on emprunte le sentier à gauche, on arrive à un refuge appelé Cabaña Verónica (es), depuis lequel, par la Collada Blanca, on monte sur la Torre Blanca, point le plus haut de la Cantabrie, à la limite avec la province de León.
- El Cable est aussi le départ de l'accès à de nombreuses grottes. Pour plus de détails, voir le chapitre ci-dessous "Spéléolologie".

## Spéléologie
Cette zone calcaire des Pics d'Europe possède 300 cavités et a commencé à faire l'objet de visites spéléologiques à partir des années 1970. Parmi les plus profondes se trouvent La Oliseda (806 m de profondeur), La Horcadina (803 m), Los Mandriles (200 m) et El Sumidero (170 m). Mais surtout, en 2002 et 2003, le GEM (Grupo Espeleológico Matallana) a pu explorer deux profonds réseaux : Sima de la Cornisa et Torca Magali, le premier, d'une profondeur de 1 107 m et le second de 400 m de profondeur. Les spéléologues ont alors découvert que le fond de Torca Magali débouche sur la cime de Sima de la Cornisa, ce qui classe l'ensemble de ce double réseau parmi les plus profondes cavités d'Espagne et du monde. D'une profondeur totale de 1 507 m, il est classé au 2e rang des cavités espagnoles les plus profondes et au 8e rang mondial. On y accède notamment par le Mirador del Cable, point d'arrivée du téléphérique de Fuente Dé, après deux kilomètres de marche.

## Économie

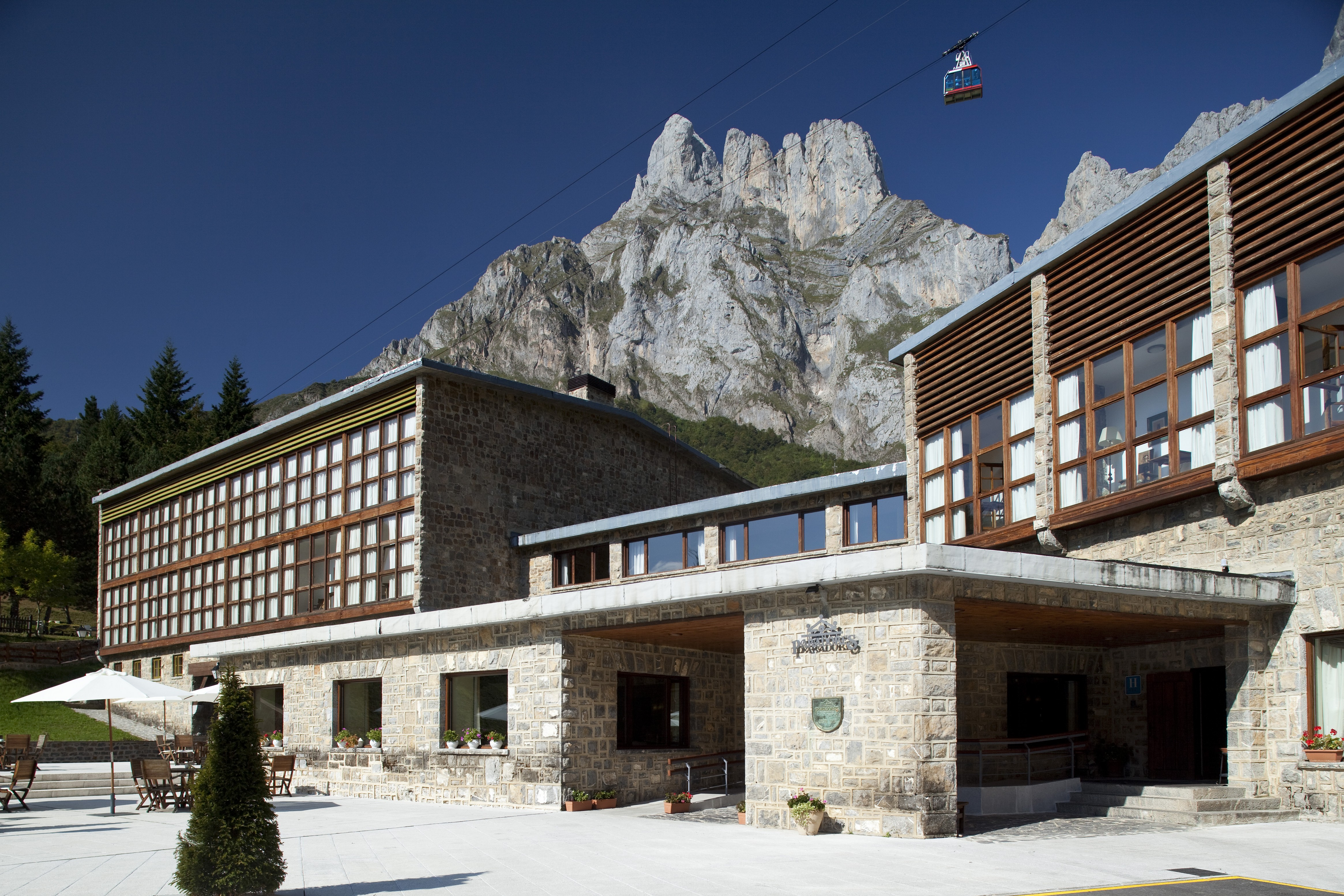
Le Parador de Fuente Dé

Fuente Dé abrite un parador (hôtel de luxe national espagnol), deuxième principale activité économique de cette localité après le téléphérique.

## Cyclisme
Fuente Dé est classé en col de deuxième catégorie. Il a été le point d'arrivée d'une étape du Tour d'Espagne 2012, avec le résultat suivant :

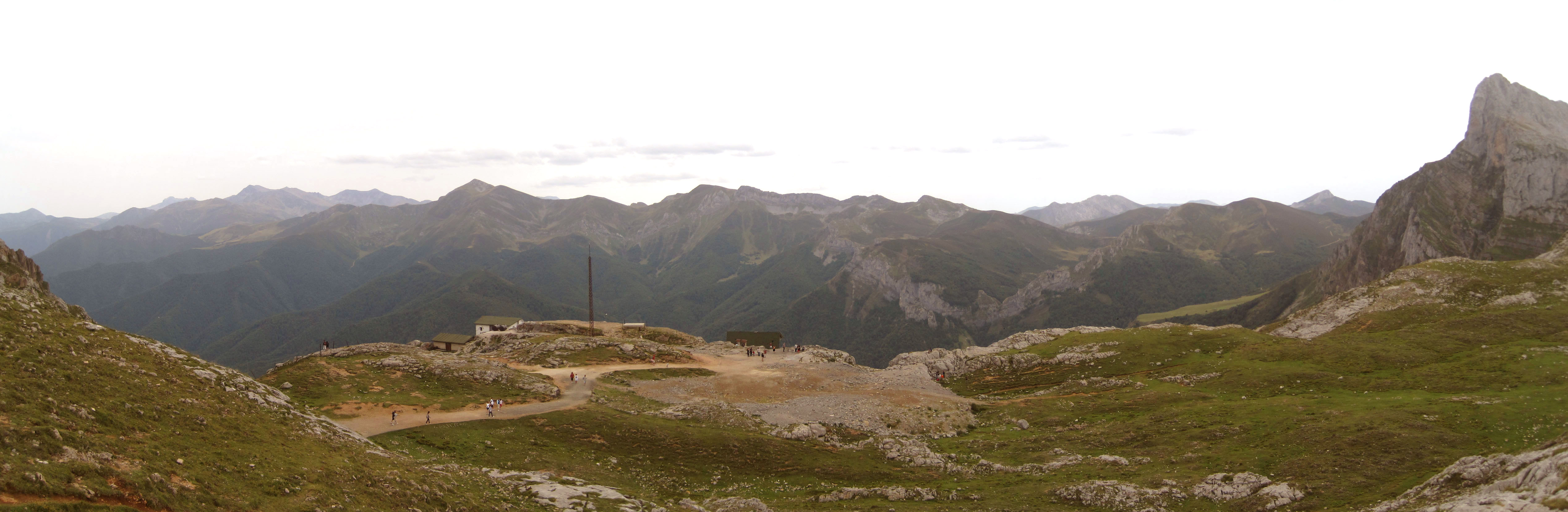
Plateau du Mirador del Cable (station haute du téléphérique de Fuente Dé)

| Année | Étape | Date        | Catégorie | Départ    | Km    | Gagnant d'étape  | Leader du classement général |
| 2012  | 17e   | 5 septembre | 2e        | Santander | 187,3 | Alberto Contador | Alberto Contador             |